# Bernard Katz
Bernard Katz, född 26 mars 1911 i Leipzig, död 20 april 2003 i London, var en brittisk biofysiker. 

## Biografi
Katz föddes i en judisk familj, ursprungligen från Ryssland, som son till Eugenie Rabinowitz and Max Katz. Han studerade medicin vid universitetet i Leipzig, där han tog doktorsexamen 1934. Han flyttade i februari 1935 till England och verkade vid University College i London och tog doktorexamen 1938.
Den forskning som Katz bedrev visade på grundläggande egenskaper hos synapserna, föreningspunkterna över vilken nervceller signalerar till varandra och till andra typer av celler. På 1950-talet studerade han biokemi och verkan av acetylkolin, en signalmolekyl genom vilken synapser länkar "motoriska nerver" till musklerna och stimulerar deras kontraktion.
Tillsammans med Ulf von Euler-Chelpin och Julius Axelrod erhöll Katz 1970 Nobelpriset i fysiologi eller medicin. Han fick priset för upptäckter av signalsubstanser i nervcellernas kontaktorgan och om hur de upplagras, frisätts och inaktiveras.